# Kinshasa
Kinshasa (până în 1966 Léopoldville, prescurtat: Léoville) este capitala Republicii Democratice Congo. Orașul are o populație de 16.316.000 (în 2021) de locuitori. Kinshasa este astfel al treilea oraș ca mărime din Africa (după Cairo și Lagos) și cel mai mare oraș francofon din lume.

## Geografie
Kinshasa se situează lângă Pool Malebo pe malul fluviului Congo vis-a-vis de orașul Brazzaville, capitala Republicii Congo.

### Suburbii
Orașul este împărțit în 24 de comune (communes):
| - Bandalungwa - Barumbu - Bumbu - Gombe - Kalamu - Kasa-Vubu - Kimbanseke - Kinshasa - Kintambo - Kisenso - Lemba - Limete | - Lingwala - Makala - Maluku - Masina - Matete - Mont Ngafula - Ndjili - Ngaba - Ngaliema - Ngiri-Ngiri - Nsele - Selembao |

### Clima

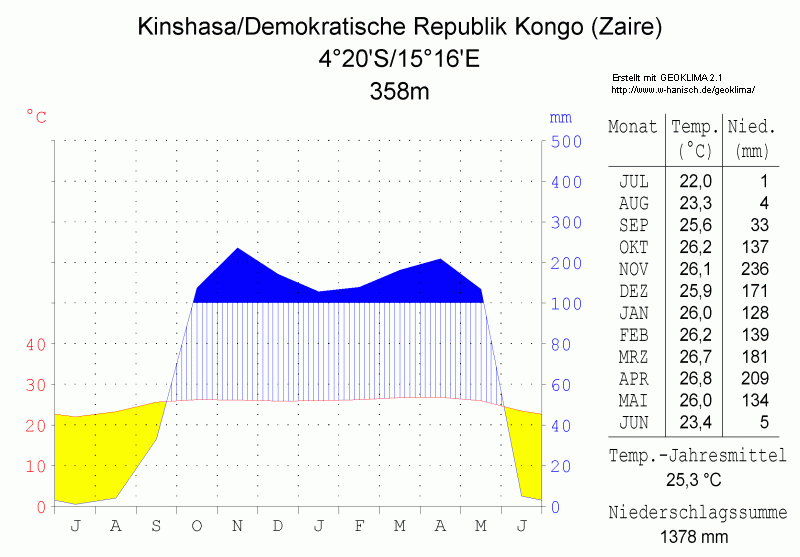
Media temperaturilor anuale și a precipitațiilor

Kinshasa se află în zona tropicală. Media  temperaturii anuale este de 25,3 °C. Cantitatea medie a precipitațiilor anuale sunt de 1.378 mm.
Lunile cele mai calde din an sunt martie și aprilie (cu temperaturi medii între 26,7-26,8 °C), cea mai rece lună din an este iulie (cu o temperatură medie de 22 °C).
Anotimpul ploios este între mai și octombrie. Cele mai multe precipitații cad în noiembrie (236 mm), cele mai puține în lunile iunie, iulie și august (1–5 mm).

### Demografie
În metropola Kinshasa locuiesc cca. 16.316.000 de locuitori (2021). Limba vorbită de populație este lingala.

## Economie

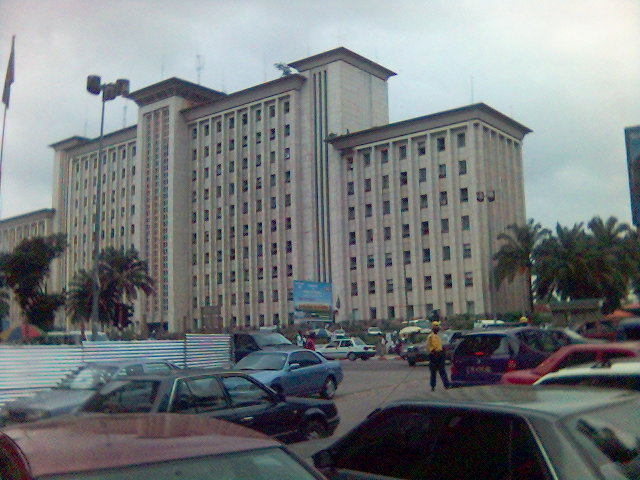
Ministerul Transporturilor

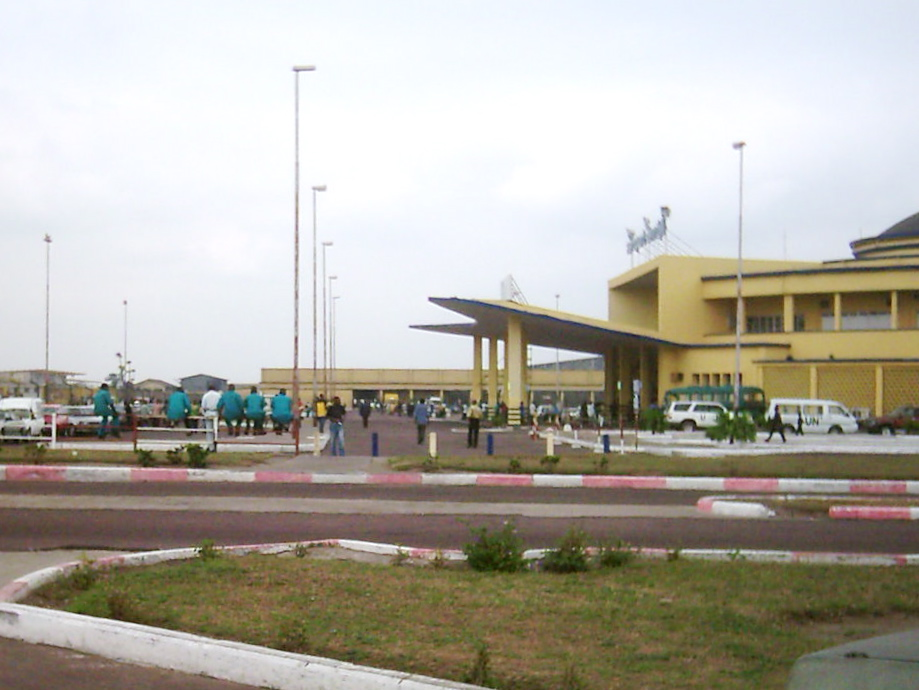
Aeroport Internațional

Sectorul industrial s-a specializat pe prelucrarea resurselor naturale din regiune. Există mai multe rafinării de petrol și fabrici de ciment. Produsele principale sunt: materialele de construcție, hârtie, cauciuc, încălțăminte, textile, țigări, alimente și bere.
În anii 1990 economia a avut de suferit mult din cauza inflației mari. Corupția este dominantă.

## Transport
Orașul deține un aeroport internațional, Aéroport international de Ndjili, fiind reședința a trei mari companii aeriene din țară: Bravo Air Congo, Hewa Bora Airways și Wimbi Dira Airways. În anul 2004 aeroportul a înregistrat 516.345 de pasageri.
Transportul în capitală este subdezvoltat. Transportul în comun se practică numai cu autobuze Diesel. În oraș nu există linii de tramvaie sau de metrou pentru a ușura traficul de pe șosele.

## Învățământ
Orașul deține mai multe universități, institute de cercetare și biblioteci. Cele mai importante universități sunt: Université de Kinshasa (UNIKIN), Université américaine de Kinshasa, Université cardinal Malula, Université chrétienne de Kinshasa (UCKIN), Université centrale de Kinshasa, Université Kinshasa Binza, Université libre de Kinshasa (ULK), Université pédagogique nationale (UPN), Université protestante du Congo (UPC), Université Simon Kimbangu și Université William Booth (UWB).
Alte instituții de învățământ sunt: Académie des Beaux-Arts, Centre interdisciplinaires pour l’éducation permanente (CIDEP), Institut des bâtiments et des travaux publics (IBTP), Institut facultaire des sciences de l'information et de la communication (IFASIC), Institut national des Arts (INA), Institut supérieur de commerce (ISC), Institut supérieur des techniques appliquées (ISTA), Institut Supérieur de Statistique de Kinshasa (I.S.S./KIN), Institut supérieur des arts et métiers (ISAM), Institut supérieur pédagogique (ISP) și Facultés catholiques de Kinshasa (FACAKIN).

## Personalități
- Musemestre Bamba, jucător de fotbal
- Mbala Mbuta Biscotte, jucător de fotbal
- Claude Makélélé, jucător de fotbal
- Joseph-Albert Malula, Arhiepiscop și Cardinal în Kinshasa
- Cedrick Makiadi, jucător de fotbal german
- Dikembe Mutombo, jucător de baschet (NBA)
- Emil Noll, jucător de fotbal congolez-german
- Herve Nzelo-Lembi, jucător de fotbal congolez-belgian